# Quercus semiserrata
Quercus semiserrata là một loài thực vật có hoa trong họ Cử. Loài này được Roxb. miêu tả khoa học đầu tiên năm 1832.

## Hình ảnh